# LaDainian Tomlinson
LaDainian Tarshane Tomlinson, född den 23 juni 1979 i Rosebud i Texas, är en amerikansk före detta professionell amerikansk fotbollsspelare som spelade elva säsonger i National Football League (NFL) 2001–2011. Tomlinson var runningback.

## Karriär
Tomlinson spelade amerikansk fotboll på college för Texas Christian University (TCU).
Tomlinson draftades av San Diego Chargers 2001 som femte spelare totalt och senare samma år debuterade han i NFL. Han spelade för Chargers till och med 2009 års säsong och hade stora framgångar. Han togs ut till all star-matchen (Pro Bowl) fem gånger (2002 och 2004–2007) och utsågs till All-Pro sex år i rad (2002–2007). Han tog hem MVP Award 2006, då han satte nytt NFL-rekord genom att göra 186 poäng. Han hade flest rushing yards i NFL både 2006 och 2007.
Tomlinson avslutade karriären med två säsonger för New York Jets 2010–2011.